# 1806 Derice
1806 Derice este un asteroid din centura principală, descoperit pe 13 iunie 1971, de Observatorul din Perth.